# 中山正樹
中山 正樹（なかやま まさき、1945年 - ）は、日本の美術家。

## 概要
山梨県甲府市に生まれる。
藍画廊、ときわ画廊、トキ・アートスペースなどで個展を行ない、2008年から2011年まで、所沢ビエンナーレ「引込線」の実行委員長を務める。
1972年　スルガ台画廊での初個展

## グループ展
1972　第6回現代美術選抜展」セントラル美術館（東京）
1973　「ニュー・ジオメトリック・アートグループ展」ミューラー・ギャラリー（ドイツ）
1988　「現代美術としての映像表現」目黒区立美術館（東京）
1992　「地・聞・余白＝今日の表現から」埼玉県立美術館（埼玉）